# Michel Malherbe (philosophe)
Pour les articles homonymes, voir Malherbe et Michel Malherbe.
Michel Malherbe est un philosophe français né en 1941. Spécialiste de l'empirisme anglo-saxon, il est traducteur de Bacon, Locke et Hume. Il dirige les collections « Analyse et philosophie » et « Bibliothèque des philosophies » chez Vrin.

## Œuvres

### Livres
- La Philosophie empiriste de David Hume, Paris, Vrin, coll. Bibliothèque d'histoire de la philosophie, 1976.
- Kant ou Hume ou la Raison et le sensible, Paris, Vrin, coll. Bibliothèque d'histoire de la philosophie, 1980, 338 p.  (ISBN 2-7116-0540-X) pour la réimpression de 1993.
- Thomas Hobbes ou l'Œuvre de la raison, Paris, Vrin, coll. Bibliothèque d'histoire de la philosophie, 1984, 270 p.,  (ISBN 2-7116-0835-2).
- Trois essais sur le sensible, Paris, Vrin, coll. Problèmes et controverses, 1991, 146 p.,  (ISBN 2-7116-1101-9).
- Qu'est-ce que la causalité ? : Hume et Kant, Paris, Vrin, coll. Pré-textes, 1994, 126 p.,  (ISBN 2-7116-1183-3).
- Des raisons de croire, Nantes, C. Defaut, 2006, 90 p.,  (ISBN 2-350-18013-1) (textes issus d'une conférence prononcée en 2005)
- Qu'est-ce que la politesse ?, Paris, Vrin, coll. Chemins Philosophiques, 2008, 128 p.,  (ISBN 978-2-7116-1972-6)
- D'un pas de philosophe, Paris, Vrin, coll. Matière étrangère, 2013, 304 p.,  (ISBN 978-2-7116-2453-9)
- Alzheimer, la vie, la mort, la reconnaissance, Paris, Vrin, coll. Varia, 2015, 288 p..,  (ISBN 978-2-7116-2931-2)

### Traductions
- David Hume, L'histoire naturelle de la religion : et autres essais sur la religion, Paris, Vrin, 1971, 139 p.,  (ISSN 0249-7972) (œuvres choisies dans le cadre d'une thèse de troisième cycle en 1970)
- Dialogues sur la religion naturelle, Paris, Vrin, 1987, 158 p.,  (ISBN 2-7116-0957-X)
- Essais moraux, politiques et littéraires, Ire partie, Paris, Vrin, 1999,  (ISBN 2-7116-1349-6) (introduction, traduction et notes)
- Système sceptique et autres systèmes, Paris, Seuil, 2002, 338 p.,  (ISBN 2-02-041937-8) (présentation, traduction et commentaires)
- Essais moraux, politiques et littéraires, IIe partie, Paris, Vrin, 2009,  (ISBN 978-2-7116-2247-4) (introduction, traduction et notes)
- Enquête sur l'entendement humain, édition bilingue, Paris, Vrin, 2008, 420 p.,  (ISBN 978-2-7116-1990-0) (introduction, traduction et notes)
- Francis Bacon, Novum Organum, Paris, PUF, coll. Épiméthée, 1986, 349 p.,  (ISBN 2-13-039441-8) (traduit avec Jean-Marie Pousseur)
- Étienne Bonnot de Condillac, Traité des animaux, Paris, Vrin, 2004, 253 p.,  (ISBN 2-7116-1665-7)